# Gaston Camara
Gaston Camara (Port Kamsar, 31 maart 1996) is een Guinees voetballer die bij voorkeur als vleugelspeler speelt. Hij staat onder contract bij Internazionale.

## Clubcarrière
Camara werd tijdens de eerste helft van het seizoen 2013/14 door Santarcangelo Calcio uitgeleend aan Internazionale. In januari 2014 maakte hij definitief de overstap naar de Milanese topclub. Op 1 november 2014 debuteerde hij in de Serie A in het uitduel tegen Parma, waarin hij na 89 minuten mocht invallen voor Gary Medel. Inter verloor het duel met 2–0 na een dubbelslag van Paolo De Ceglie.